# OGLE-2016-BLG-1190L b
OGLE-2016-BLG-1190Lb est une exoplanète extrêmement massive ayant une masse équivalente à 13,4 fois celle de Jupiter. Cet objet céleste est en orbite autour de la naine jaune OGLE-2016-BLG-1190L, situé à environ 22 000 années-lumière de la Terre, dans la constellation du Sagittaire, dans le renflement galactique de la Voie lactée,,.

## Découverte
L'étoile a été découverte en juin 2016 par la collaboration OGLE. Le télescope spatial Spitzer a observé l'événement de microlentille quelques jours après sa découverte. OGLE-2016-BLG-1190Lb est la première exoplanète découverte par microlentille avec le télescope spatial Spitzer et est aussi la première exoplanète découverte située près des naines brunes,. En outre, la découverte « est susceptible d'être la première planète à microlentilles Spitzer dans le renflement galactique », selon l'étude initiale rapportée.

## Naine brune
Cette exoplanète pourrait être une naine brune de faible masse :
« Étant donné que l'existence du désert des naines brunes est la signature de différents mécanismes de formation des étoiles et des planètes, la proximité extrêmement étroite de OGLE-2016-BLG-1190L b avec ce désert pose la question de savoir s'il s'agit véritablement d'une « planète » (par mécanisme de formation) et réagit donc à son rôle de traçage de la distribution galactique des planètes »,, selon les astronomes rapportant les résultats.